# 土田健一
土田 健一（つちだ けんいち、1976年（昭和51年）7月4日 - ）は日本の文芸評論家・近現代日本文献学者。群馬県生まれ。
近代社会における身体イメージにまつわる言説空間の分析を通じて、そこで作動する権力の問題を研究テーマとする。東京大学大学院博士課程単位取得満期退学。

## 人物
文芸作品や美術作品における登場人物の身体技法や身体訓練についての文化的・社会的コンテクスト発掘の研究から出発。近代日本人類学の祖である坪井正五郎を調査する中で、彼が審査員として関わった「美男子コンテスト」の落選者写真の一群に出会い、このコンテストの時代的・社会的意味について研究。「美男子研究家」と思われがちだが、本人はこれを否定。明治時代全般の社会イメージを通じて「闇なる明治（前田愛）」の発掘に日々努めている。

## 論文

### 学術講演
- 土田健一「美男子が競い、明治が廻る！ ～｢美男子｣をめぐる身体イメージと近代日本の文化･社会～」日本顔学会第25回イブニングセミナー,東京大学工学部(2004.5)
- "The Beginning of Anthropological Wisdom in SHOGO-ZASSHI Described by SHOGORO TSUBOI", 11th International Conference on the History ofScience in East Asia (ICHSEA 2005),Deutsches Museum,Munchen(2005.8)
- 土田健一「「小梧雑誌」にみる青年期坪井正五郎における人類学的知の萌芽」日本科学史学会第52回年会,札幌学院大学(2005.6.4)
- 土田健一「「小梧雑誌」の世界」日本科学史学会第53回年会,東洋大学(2006.6)
- 土田健一「大学予備門の学生たちー「小梧雑誌」に見る風刺画を中心にー」大学史研究会大会,近畿大学(2006)

### 単著
- 「『美男子』をめぐる身体とまなざしの変容ー明治43年の美男子コンテストを中心にー」（日本顔学会論文誌 vol.4 2004年）
- 「明治の美男子を解剖するー男らしさの起原」（「学習だより」vol.143 社団法人日本美容理容教育センター 厚生労働省認可補助教材2004秋号）
- 「明治の『美男子コンテスト』」（歴史読本 2009年3月）

### インタビュー
- 「明治は筋骨隆々」（朝日新聞2009年6月13日、「男のイケメンどう作る」）

### テレビ出演
- 「今すぐ使える豆知識 クイズ雑学王」（2009年9月16日放送、テレビ朝日系列）